# ZA-20
La ZA-20 est une voie rapide urbaine espagnole qui va[Quand ?] entourer Zamora par l'est en desservant les différents zones de la ville.
Elle relie la ZA-11 au nord et la ZA-13 au sud et à l'est vient se connecter la ZA-12.
Elle a 2 voies seulement avec croisement par giratoires et des feux de signalisation.
En 2024, le ministère des Transports espagnol lance des travaux afin d'adapter la voie aux piétons et cyclistes.

## Tracé
Elle débute sur un giratoire au nord de la ville où se connecte la pénétrante nord ainsi que l'Avenida de Galicia, puis contourne l'agglomération par l'est où elle va croiser la pénétrante est et l'Avenida de Italia avant d'entamer sa dernière partie vers le sud. Elle se transforme en voie express aux normes autoroutières avant la traversée du Douro jusqu'à la jonction avec la pénétrante sud où elle se termine.